# Саманидское государство
Саманидское государство (перс. امارت سامانیان‎‎; Amārát-i Sāmāniyā́n), также известное как Саманидская империя, Саманидская династия, Саманидский эмират — иранское государство, существовавшее в Средней Азии и Персии в 819—999 годах. Правящей династией были Саманиды.
Четыре брата — Нух, Ахмад, Яхья и Ильяс — основали Саманидское государство. Каждый из них управлял территорией под сюзеренитетом Аббасидов. В 892 году Исмаил Самани объединил государство Саманидов под властью одного правителя. Именно при нём Саманиды стали независимыми от власти Аббасидов.
Саманидское государство является частью иранского интермеццо, в котором была создана персидская культура и самобытность, которые принесли иранскую речь и традиции в лоно исламского мира. Это в дальнейшем способствовало формированию тюрко-персидской культуры.
Саманиды поощряли искусство, способствуя развитию наука и литературы в эпоху «Золотого века ислама», и таким образом привлекали таких ученых, как ас-Сагани, аль-Кухи, аль-Худжанди, Рудаки, Фирдоуси и Авиценна. Находясь под контролем Саманидов, Бухара соперничала с Багдадом в своей славе.
Ученые отмечают, что Саманиды возродили персидский язык и культуру в большей степени, чем Буиды и Саффариды, продолжая покровительствовать арабскому языку в науках, а также в религиозных исследованиях. Они считали себя потомками Сасанидов. В известном эдикте власти Саманидов заявили, что «здесь, в этом регионе, язык персидский, а цари этого царства — персидские цари».
Общий бюджет Саманидской империи составлял около 45 миллионов дирхамов, из которых около 20 миллионов дирхамов было потрачено на содержание армии и государственных чиновников.

## Происхождение
Династия Саманидов была основана Саманом-худатом, его потомки стали правителями государства Саманидов. По одной из версий он был дехканом иранского происхождения из деревни Саман в провинции Балх на территории современного северного Афганистана. Существуют также версии, что он был из деревни из под Самарканда или Термеза.
Самое раннее появление семьи Саманидов, по-видимому, произошло в Хорасане, а не в Мавераннахре. В некоторых источниках Саманиды утверждали, что происходят из дома Мехранов от Бахрама Чубина, В 819 году губернатор Хорасана Гассан ибн Аббад наградил четырёх сыновей Асада ибн Самана за их помощь в борьбе с мятежником Рафи ибн Лейсом. Нух ибн Асад получил Самарканд; Ахмад ибн Асад получил Фергану; Яхья ибн Асад получил Ташкент и Ура-Тюбе, а Ильяс ибн Асад получил Герат.

## Особенности эпохи
В 1-й половине X века в период экономического и культурного расцвета Саманидская империя включала в себя Мавераннахр, Хорасан, Фергана, Северный и Восточный Иран. Ряд государственных образований — Хорезм, Газни и другие — находились в вассальной зависимости от Саманидов.
Как отмечал Минорский, так называемое персидское Возрождение — иранское интермеццо в Хорасане имело важное продолжение в Центральной и Западной Персии и в Армении. К началу X века большое иранское движение пришло из прикаспийских провинций. Во главе войск Гиляна и Дейлема новая группа правителей вытеснила арабов с их последних позиций, занимаемых в Иране.
В период, когда власть над Мавераннахром и Хорасаном была сосредоточена в руках Саманидов, завершился процесс образования таджикского народа. В новых условиях государственной независимости были возрождены многие культурные традиции и вместе с тем созданы новые культурные ценности, в частности классическая поэзия, получившая мировое признание.
Внутренняя политика государства направлена на укрепление центральной власти, создание сильного войска. Преобладала государственная собственность на землю и оросительную систему.
Важнейшими городами Саманидской империи были Бухара, Самарканд, Мерв, Ходжент, Нишапур и другие. Значительное развитие получили ремёсла, а также эконические связи и торговля с Киевской Русью, Левантом, Византией, Китаем и другими странами. Своей библиотекой прославилась Бухара. При дворе Саманидов творили Рудаки, Авиценна, Фирдоуси. Развивались архитектура и строительство.
Угнетение народных масс в государстве Саманидов было причиной ряда народных выступлений — 913, 930, 944 г. и другие.
Рост феодальной раздробленности привёл к распаду в конце X века. Саманидское государство прекратило своё существование при Мансуре II (997—999), после покорения Бухары (999) Бухары Караханидами.

## История

### Предыстория
Древние области Согда и Хорезма были присоединены к Халифату в ходе арабского завоевания Средней Азии. Вследствие удалённости от административных центров власть халифа здесь никогда не была прочна; её подрывали мятежи своевольных военачальников (мятеж Кутейбы ибн Муслима), восстания местного населения (отпадение от ислама в 720-х, восстание Муканны, восстание Рафи ибн Лейса), гражданские войны (восстание рустаков в 720-х, гражданская война 730-х, третья фитна) и вторжения соседних государств (Тюркского каганата в 720-х, Тюргешского каганата в 730-х и 740-х). Таким образом, более 2/3 всего времени нахождении в составе Халифата земли восточнее Ирана пребывали в состоянии той или иной войны.
Аббасиды, сменившие в ходе Третьей фитны Омейядов, не смогли удержать страну в прежних границах — отпадение провинций началось уже на второй год правления Абуль-Аббаса ас-Саффаха. В этих условиях первые же халифы предприняли попытку опереться на родовую аристократию восточных провинций; так началось возвышение целого ряда крупных семей, известнейшими из которых являются Бармакиды. Ко времени правления Харуна ар-Рашида влияние неарабской аристократии стало для халифов скорее обузой, чем опорой, и ряд родов попал в немилость. Последовавшая за смертью Харуна ар-Рашида гражданская война, известная в мусульманской историографии как Четвёртая фитна, склонила халифов к ещё большей опоре на родовую аристократию восточных провинций, позволив тем самым её представителям действовать более самостоятельно.
Наиболее влиятельные роды (Тахириды, Саффариды, Саманиды и пр.) сохраняли формальную зависимость от халифата, однако вели самостоятельную внутреннюю политику и, таким образом, фактически правили вассальными халифату государствами. Халифы, со своей стороны, признавали главу наиболее сильного аристократического рода вали Мавераннахра и Хорасана, однако не допускали его чрезмерного усиления и способствовали интригам между родами. Таким образом, до эмира Исмаила ибн Ахмада род Саманидов правил не государством в полном смысле этого слова (пусть даже вассального халифату), но лишь областью в составе Мавераннахра и Хорасана.

### Подъём

#### Саманидское правление в Герате (819—857)
Ильяс умер в 856 году, и ему наследовал его сын Ибрахим ибн Ильяс — Тахиридский наместник Хорасана Мухаммад ибн Тахир, впоследствии назначивший его командующим своей армией и отправивший его в поход против саффаридского правителя Якуба ибн Лейса в Систане. В 857 году он потерпел поражение в битве под Пушангом и бежал в Нишапур, где был схвачен Якубом Лейсом и отправлен в Систан в качестве заложника.

### Саманидское правление в Мавераннахре (875—892)

Карта Хорасана, Мавераннахра и Тохаристана

В 839/40 году Нух захватил Исфиджаб у кочевых тюрков-язычников, живших в степи. После этого он приказал построить вокруг города стену, чтобы защитить его от их нападений. Он умер в 841/2—его два брата Яхья и Ахмад, были затем назначены тахиридским губернатором Хорасана совместными правителями города. После смерти Яхьи в 855 году Ахмад взял под свой контроль Шаш, став, таким образом, правителем большей части Мавераннахра. Он умер в 864/5 году; его сын Наср I получил Фергану и Самарканд, в то время как другой его сын Якуб получил Шаш (районы вокруг современного Ташкента). Тем временем власть Тахиридов значительно ослабла после нескольких поражений саффаридского правителя Якуба ибн Лейса, что привело к потере контроля над Саманидами, ставшими более или менее независимыми. Наср I использовал эту возможность для укрепления своей власти, отправив своего брата Исмаила в Бухару, которая находилась в нестабильном состоянии после набегов афригидской династии Хорезма. Когда Исмаил добрался до города, его тепло встретили жители, видевшие в нём человека, способного восстановить порядок.
Некоторое время спустя разногласия по поводу того, где распределять налоговые деньги, вызвали конфликт между братьями. Исмаил в конце концов одержал победу в династической борьбе и взял под свой контроль государство Саманидов. Однако именно Наср был наделен Мавераннахром, и Аббасидские халифы продолжали признавать его законным правителем. Из-за этого Исмаил продолжал признавать и своего брата, но Наср был совершенно бессилен, и эта ситуация сохранялась вплоть до его смерти в августе 892 года.

### Окончательное объединение и начало расцвета (892—907)

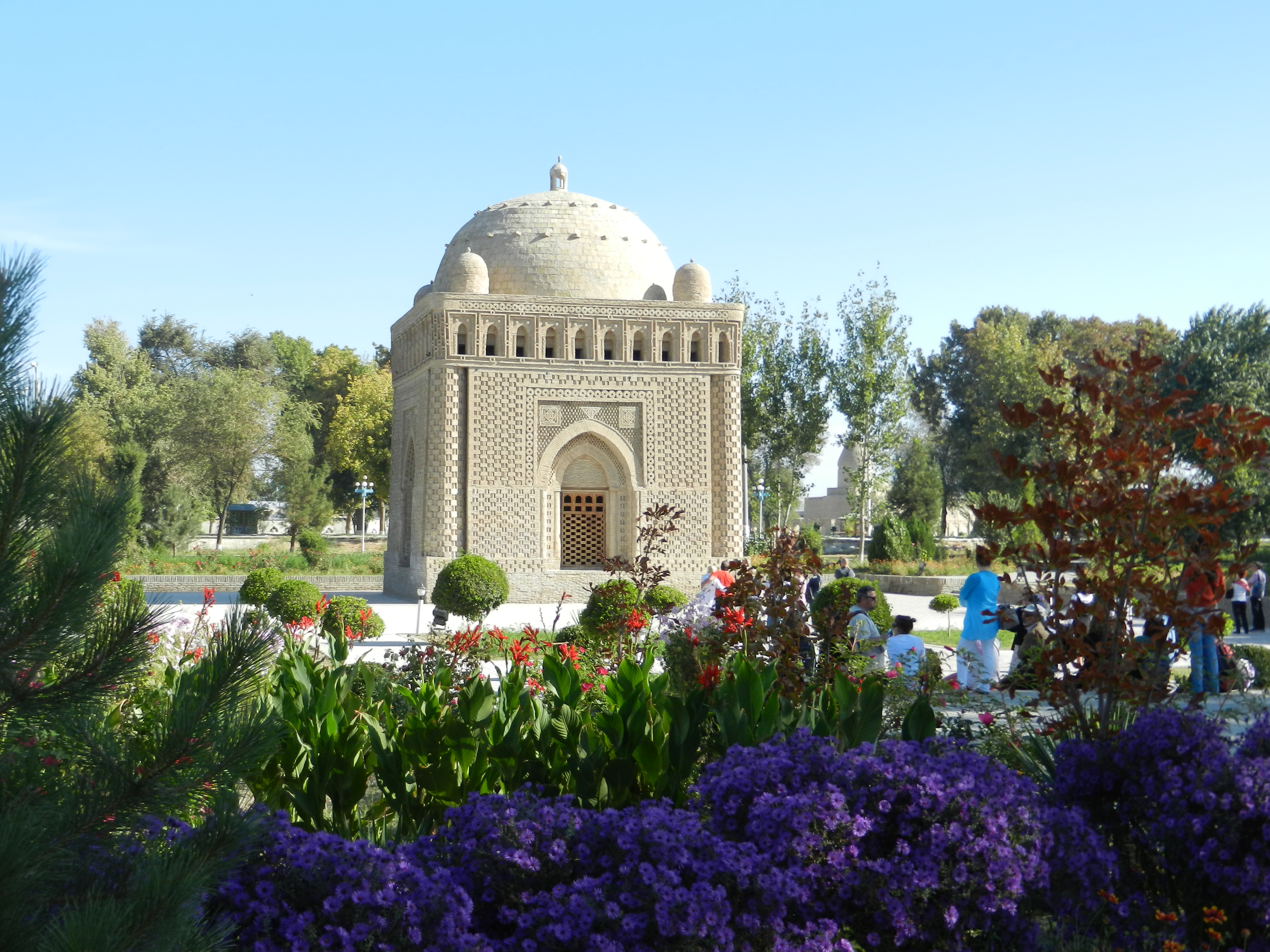
Изображение Мавзолея Саманидов, место захоронения Исмаила Самани

После смерти Насра Исмаил перенес столицу Саманидов из Самарканда в Бухару. Несколько месяцев спустя эмир Саффаридов Якуб ибн Лейс также умер, и ему наследовал его брат Амр ибн Лейс, который считал себя наследником Саффаридов. Весной 900 года Амр вступил в столкновение с Исмаилом близ Балха, но потерпел поражение и был взят в плен. После этого Исмаил отправил его в Багдад, где он был казнен.
Когда Аббасиды в Багдаде избавились от агрессии Саффаридов халиф официально назначил Исмаила Самани наместником Хорасана, Систана, Рея, Табаристана и Исфахана в дополнение к его среднеазиатским владениям. Однако последующие эмиры Саманидов смогли сохранить постоянный контроль только над Хорасаном и Средней Азией. Исмаил по-прежнему официально признавал господство халифов в пятничной проповеди и на своих монетах, но одновременно он смог действовать как независимый суверен.
После этого халиф признал Исмаила правителем всего Хорасана и Мавераннахра. Кроме того, он также получил инвеституру над Табаристаном, Реем и Исфаханом. Именно в этот период династия Афригидов была вынуждена подчиниться. До крупной победы Исмаила Самани над Саффаридами он совершал различные экспедиции в Мавераннахр; в 892 году он положил конец княжеству Уструшана, захватив все его земли. В тот же период он положил конец Бухархудатам в Бухаре. В 893 году Исмаил Самани вторгся на территорию тюрок-карлуков, захватив Тараз и превратив там несторианскую церковь в мечеть. В том же году он провел кампанию по сбору рабов, захватив от десяти до пятнадцати тысяч пленников.
В 900 году Исмаил послал армию под командованием Мухаммада ибн Харуна аль-Сарахси против Мухаммада ибн Зейда, правителя Табаристана и Горгана. Вторжение было успешным; Мухаммад ибн Зейд был убит, а Табаристан был завоеван Саманидами. Однако Мухаммад ибн Харун вскоре поднял восстание, вынудив самого Исмаила вторгнуться в регион в следующем году. Мухаммад ибн Харун после этого бежал в Дейлем, в то время как Исмаил отвоевал Табаристан и Горган. В 901 году Амр ибн Лейс потерпел поражение в битве при Балхе от Саманидов, что низвело династию Саффаридов до незначительного притока в Систане. Успехи Исмаила на войне против кочевников были не менее значительными, чем его победа над Амром. Кочевники на долгое время отказались от набегов на земледельческие оазисы Мавераннахра. Именно в этот период Саманиды были на пике своего могущества, правя до Казвина на западе и Пешавара на востоке.
Последние годы жизни Исмаил провел в борьбе с зейдитскими шиитскими имамами в прикаспийских провинциях, и вел политику в распространении власти Саманидов на запад через северную Персию.
Исмаил известен в истории как компетентный полководец и сильный правитель; много историй о нём написано в арабских и персидских источниках. Кроме того, благодаря его кампаниям на севере его империя была настолько защищена от вражеских вторжений, что оборона Бухары и Самарканда осталась неиспользованной. Однако позже это имело последствия; в конце династии стены — ранее прочные, но теперь разваливающиеся — сильно пострадали от Саманидов, которые постоянно подвергались нападениям тюрков и других врагов.
Исмаил Самани умер в ноябре 907 года, и ему наследовал его сын Ахмад ибн Исмаил.

### Промежуточный период (907—961)
Вскоре после своего восшествия на престол Ахмад вторгся в Систан; к 911 году Систан находился под полным контролем Саманидов, и двоюродный брат Ахмада Абу Салих Мансур был назначен его губернатором. Тем временем алид по имени Хасан аль-Утруш медленно восстанавливал власть Алидов над Табаристаном. В 913 году Ахмад послал армию под командованием Мухаммада ибн Са’лука, чтобы расправиться с ним. Хотя армия Саманидов была намного больше, Хасану удалось выйти победителем. Ахмад, прежде чем он смог спланировать ещё одну экспедицию в Табаристан, был убит в следующем году несколькими своими рабами в палатке недалеко от Бухары. Говорят также, что во время своего правления Ахмад сменил придворный язык с персидского на арабский, что сделало его непопулярным среди своих подданных и вынудило его снова сменить его на персидский. После смерти Ахмада ему наследовал его восьмилетний сын Наср II.

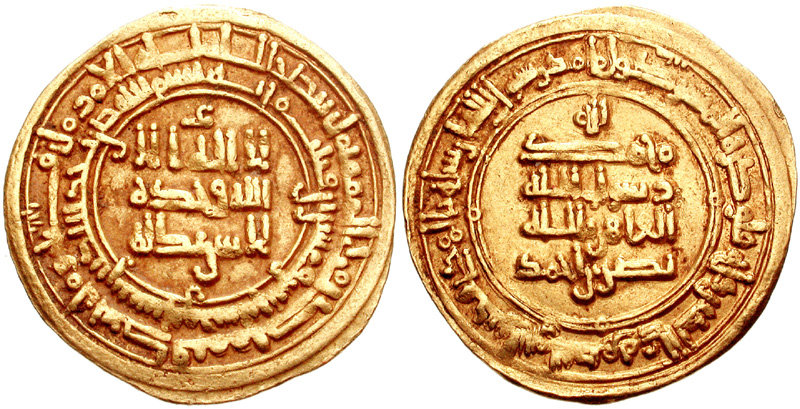
Монета Насра II, отчеканенная в Нишапуре (933/4)

Из-за молодости Насра его премьер-министр Абу Абдаллах Джайхани взял на себя большую часть государственных дел. Джайхани был не только опытным администратором, но и выдающимся географом и высокообразованным человеком. Почти сразу после восшествия на престол Насра II вспыхнуло несколько восстаний, самое опасное из которых было под руководством его двоюродного деда по отцовской линии Исхака ибн Ахмада, который захватил Самарканд и начал чеканить там монеты, в то время как его сын Абу Салих Мансур захватил Нишапур и несколько городов в Хорасане. Исхак в конце концов был разбит и взят в плен, а Абу Салих Мансур умер от естественных причин в 915 году. Некоторое время спустя Насру II вновь пришлось иметь дело с повстанцами; в 919 году губернатор Хорасана Хусейн ибн Али Марварруди восстал против власти Саманидов. Наср ответил, послав армию под командованием Ахмада ибн Сахля для подавления восстания, которое последнему удалось осуществить. Однако через несколько недель Ахмад вскоре сам поднял восстание в Нишапуре, совершил набеги на Горган, а затем укрепился в Мерве, чтобы избежать контратаки саманидов. Тем не менее, саманидскому генералу Хамуйе ибн Али удалось выманить Ахмада из Мерва и разбить его в битве при Мерверруде; он был схвачен и заключен в тюрьму в Бухаре, где оставался до своей смерти в 920 году.
На западе Наср II несколько раз вступал в столкновения с дейлемитскими и гилякскими правителями; в 921 году Зейдиты под предводительством гилякского правителя Лили ибн аль-Ну’мана вторглись в Хорасан, но потерпели поражение от симджуридского генерала Симджура ад-Давати. Позже, в 930 году, дайламитский военачальник Макан ибн Каки захватил Табаристан и Горган и даже овладел Нишапуром в западном Хорасане. Однако год спустя он был вынужден вернуться в Табаристан из-за угрозы, которую представляли саманиды. Затем Макан вернулся в Табаристан, где потерпел поражение от правителя Зияридов Мардавиджа, которому удалось завоевать этот регион В 935 году Наср II восстановил контроль Саманидов в Горгане и сделал преемника Мардавиджа Вушмагира своим вассалом. Однако в 939 году он провозгласил независимость, но в следующем году потерпел поражение при Исхабаде.
В 943 году несколько офицеров армии Саманидов, разгневанные поддержкой Насром миссионеров-исмаилитов, составили заговор с целью его убийства. Однако сын Насра Нух I узнал о заговоре. Он отправился на банкет, предназначенный для организации заговора, и приказал отрубить голову их лидеру. Чтобы успокоить других офицеров, он пообещал помешать миссионерам-исмаилитам продолжать свою деятельность. Затем он убедил своего отца отречься от престола, который через несколько месяцев умер от туберкулёза.
Как раз в тот момент, когда Нух I взошёл на трон, в Хорезме вспыхнуло восстание, которое ему удалось подавить. Позже, в 945 году, ему пришлось иметь дело с правителем Мухтаджидов Абу Али Чагани, который отказался уступить свой пост губернатора Хорасана Ибрахиму ибн Симджуру. Затем Абу Али Чагани восстал, и к нему присоединились несколько видных деятелей, таких как Абу Мансур Мухаммад, которого он назначил своим главнокомандующим. В 947 году он назначил эмиром Бухары дядю Нуха Ибрахима ибн Ахмада. Затем Абу Али Чагани вернулся в свои владения в Чаганиане. Ибрахим, однако, был непопулярен среди жителей Бухары, и Нух вскоре отомстил, отвоевав город и ослепив Ибрахима и двух братьев.
Когда Абу Али Чагани получил известие о повторном захвате Бухары, он снова двинулся к ней, но потерпел поражение от армии, посланной Нухом, и отступил обратно в Чаганиян. Через некоторое время он покинул регион и попытался заручиться поддержкой других вассалов Саманидов. Тем временем Нух разорил Чаганиян, а его столицу разграбил. Вскоре последовало ещё одно сражение между Абу Али Чагани и армией Саманидов в Тохаристане, в результате которого саманиды одержали победу.

Иран в середине X века.

Алп-Тегин, номинальный вассал Саманидов, завоевал Газну в 962 году у династии Лавиков. Пятым из этих военачальников был Себук-тегин, который правил Газной в течение двадцати лет до 997 года н. э. с титулом (как следует из надписи на его могиле) аль-хаджиб аль-аджалль (самый благородный военачальник). Позже он станет основателем независимой династии, основанной в Газне, после упадка Саманидского государства в 990-х годах.

### Упадок (961—999)

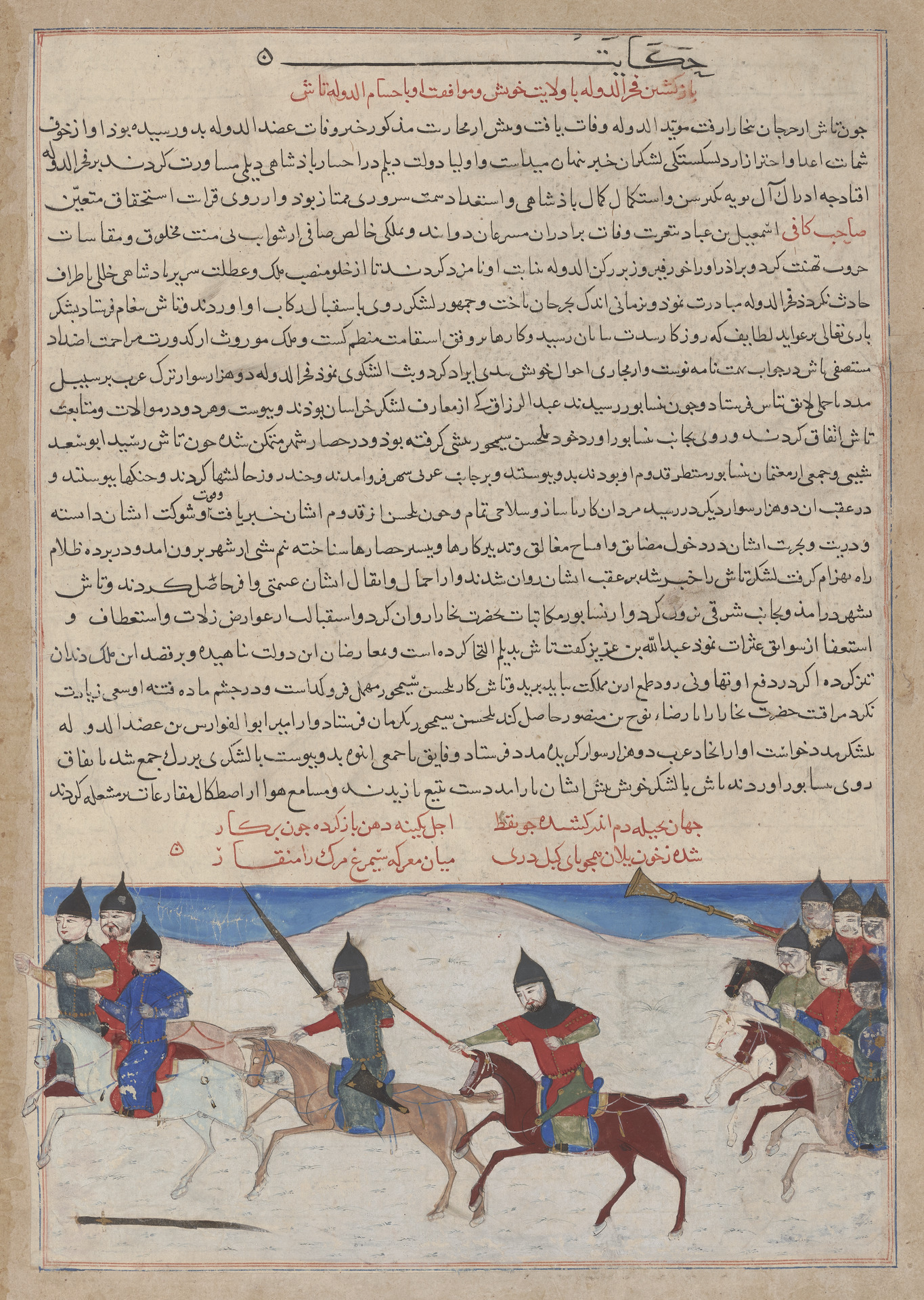
Фолиант с изображением Нуха II, подавляющего мятежника. Из рукописи Маджма ат-Таварих. Датировано 1425 годом

Власть Саманидов начала рушиться во второй половине X века. В 962 году один из гулямов, Алп-Тегин, командующий армией в Хорасане, захватил Газну и обосновался там. Однако его преемники, в том числе Себук-Тегин, продолжали править как саманидские «губернаторы». Поскольку ослабленные Саманиды столкнулись с растущими вызовами со стороны Караханидов за контроль над Мавераннахром, Себук-Тегин позже взял под свой контроль все провинции к югу от Амударьи и основал Газневидское государство.
В Бухаре Мансуру наследовал его сын Нух II, но поскольку последний был ещё подростком, бразды правления перешли к его премьер-министру Абу-ль Хусейну Утби. Способный регент, Утби стремился восстановить положение таджикской бюрократии по отношению к тюркским военным, но после некоторого первоначального успеха он был в конечном счете убит своими же тюркскими офицерами в 982 году после поражения в битве с буидами.
Тюркская династия Караханидов со второй половины X века постепенно присоединяла к своим пределам восточные земли Саманидов. В 980 году они взяли Исфиджаб, а в 976 г. захватили серебряные рудники Саманидов в верховьях Зерафшанской долины. Караханиды постепенно унаследовали небольшие княжества, отколовшиеся от власти Саманидов и уже находившиеся под властью автономных тюркских «наместников» Саманидов.
В 992 году караханид Харун Бугра-хан, внук верховного вождя племени карлукской конфедерации султана Сатука Бугра-хана, захватил Бухару, столицу Саманидов. Однако вскоре после этого Харун умер, и Саманиды вернулись в Бухару. В 999 году Наср б. Али, племянник Харуна, вернулся и овладел Бухарой, не встретив особого сопротивления. Владения Саманидов были разделены между Газневидами, которые получили Хорасан, и Караханидами, которые получили Мавераннахр; таким образом, река Амударья стала границей между двумя соперничающими государствами.

### Попытки Исмаила Мунтасира воскресить Саманидскую державу (1000—1005)

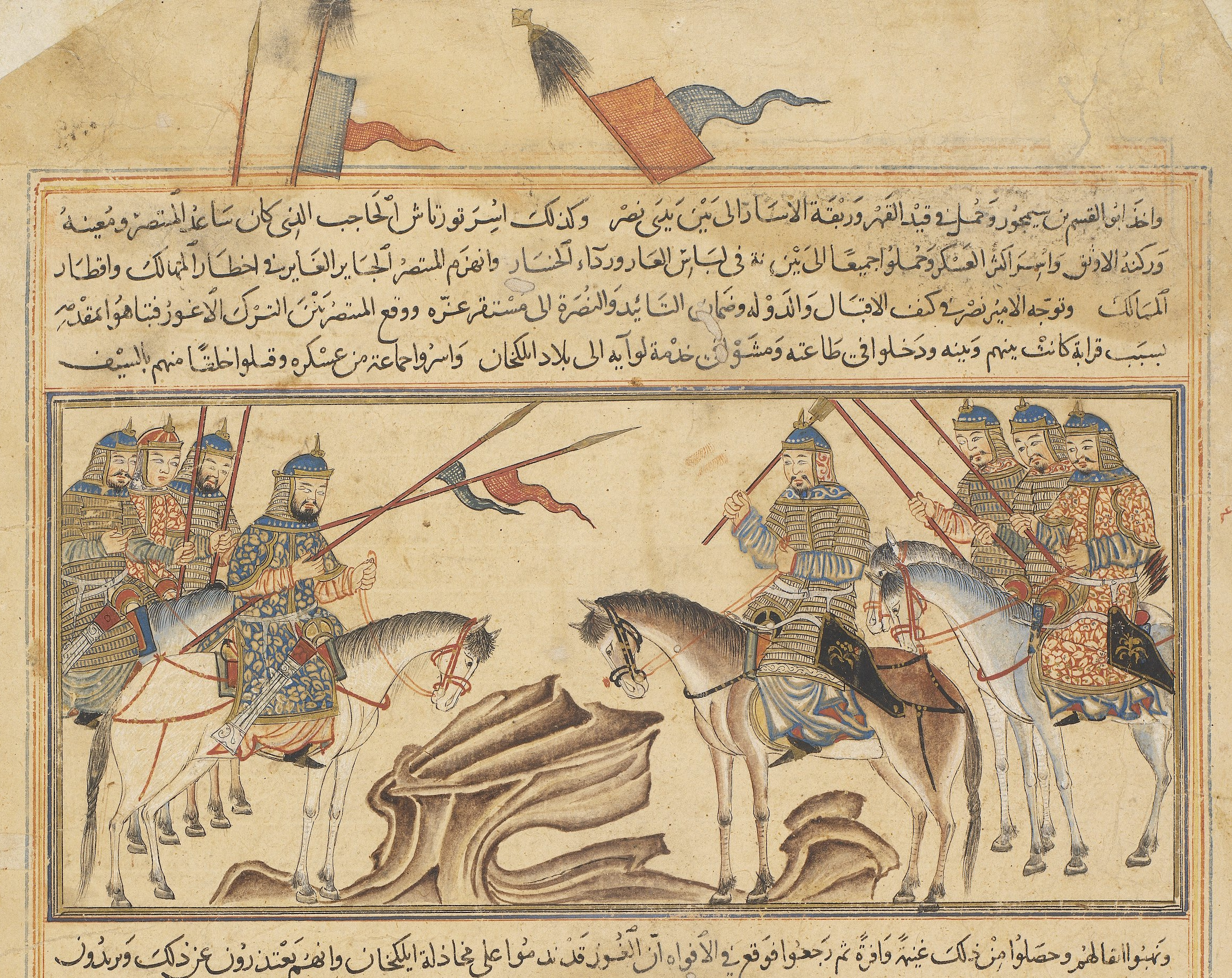
Произведение искусства Исмаила Мунтасира в битве

В первые годы XI в., после захвата Мавераннахра Караханидами упорную борьбу против них вел брат Абд аль-Малика — Абу Ибрахим Исмаил ибн Нух, который в связи с этим стал известен под именем Мунтасира («победителя»). Мунтасир бежал из Узгенда, где Караханиды держали его в заключении, в Хорезм и, собрав там войско из сторонников государства Саманидов, двинулся к Бухаре, изгнал караханидского наместника и захватил город.
Затем Мунтасир вернулся в Бухару и взял власть в свои руки. Однако когда караханидский государь Наср-илек направил против него свои основные силы, Мунтасир не смог оказать им сопротивления и, оставив без боя Бухару, двинулся в Хорасан. Там к нему присоединился Абу-ль-Касим Симджури, вместе с которым он начал борьбу против Махмуда Газневи. Несмотря на частичные успехи, эта борьба окончилась для него неудачно.
Исмаил аль-Мунтасир был младшим сыном Нуха II — он был заключен в тюрьму Караханидами в Узгенде после их завоевания Бухары в 999 году. В 1000 году он бежал из узгендского заточения переодевшись в женское платье.
Некоторое время спустя Исмаилу удалось бежать в Хорезм, где вокруг него собрались остатки саманидских войск. Во главе этих сил Исмаил поставил, хаджиба Арслана-Ялу, который разгромил караханидское войско. Влияние хорезмийского правителя проявилось в том, что 1000 г. в Бухаре были выпущены с именем хорезмийца Али б. Мамуна. Таким образом, после изгнания Караханидов правитель Хорезма Али получил в Бухаре весьма значительные права. В дальнейшем при приближении главных сил Насра б. Али Мунтасир и Арслан-Ялу бежали за Амударью, во владения Махмуда Газнави.
B 1003 г. Мунтасир вернулся в Мавераннахр и с помощью огузов вторично поднял восстание против Караханидов.
На первых порах события развертывались благоприятно для Мунтасира. Остатки разгромленного войска Караханидов укрылись в Самарканде. Он разбил войска Насра-илека и взял в плен 18 караханидских военачальников. Однако вскоре после этого у Мунтасира начались распри с его военачальниками из-за дележа военной добычи. Мунтасир, не имевший опоры среди населения Мавераннахра, боясь, как бы военачальники не сговорились с Караханидами и не изменили ему, решил искать других союзников. Поздней осенью 1003 г. с 700 пешими и конными воинами он переправился через Амударью, намереваясь стать лагерем в Абиверде или Нисе, однако встретился здесь с военным отрядом хорезмшаха и был разбит, после чего с остатками своего войска повернул в Мавераннахр.
В последующей борьбе против Караханидов Мунтасир нанёс поражение войскам наместника, оставленного Насром в Бухаре. В результате этих успехов Мунтасира в ряде местностей Мавераннахра началось движение за восстановление власти Саманидов. К Мунтасиру присоединился предводитель самаркандского отряда Харис, известный под прозвищем Ибн Аламдар, со своим трехтысячным войском. Кроме того, городские шейхи вооружили сотни рабов. Наконец и огузы снова выразили желание встать под командование Мунтасира.
Укрепив таким образом свое войско, Мунтасир в битве при Бурнемеде (на границе Согда и Уструшаны) разгоромил основные силы Насра-илека. Несмотря на этот крупный успех, Мунтасир не смог утвердиться в Мавераннахре, ибо илек быстро собрал свежие силы и напал на него на равнине между Джизаком и Хавастом. Огузы, захватившие в битве при Бурнемеде богатую добычу, не захотели принять участие в этом сражении и вернулись в свои кочевья. К тому же в критический момент один из крупных военачальников Мунтасира изменил ему и с 4 тыс. воинов перешёл к илеку. Мунтасир не смог отбить натиска Караханидов и был вынужден бежать в Хорасан.
Но даже и после этого Мунтасир не оставил мысли о восстановлении государства Саманидов. Он быстро собрал новое войско и в четвёртый раз двинулся в Мавераннахр. Однако и на этот раз он потерпел поражение вследствие измены своих военачальников. В начале 1005 г. Мунтасир был убит одним из предводителей кочевых племен. Мунтасир был единственным представителем династии Саманидов, непрерывно боровшимся за восстановление её власти в Мавераннахре.
Но, поскольку Саманиды как в политическом, так и в экономическом отношении лишились почвы под ногами и основные группы населения уже не поддерживали их, все стремления и усилия Мунтасира не увенчались успехом. После смерти Мунтасира борьба за раздел саманидского наследства продолжалась только между Газневидами и Караханидами.

## Территория государства Саманидов

Территория Саманидского государства после смерти Насра II в 943 году

Государство Саманидов включало в себя две крупные области: Мавераннахр и Хорасан. К Мавераннахру относились все территории, расположенные к северу от реки Амударья. Среди них ведущими в экономическом, культурном, религиозном и политическом отношении были Бухара, Самарканд, Хорезм, Уструшана, Чач, Фергана, Кеш, Насаф. К Саманидскому государству в той или иной степени принадлежали и области в бассейне верхнего течения и притоков Амударьи — Чаганиан, Хутталь, Кубадиян, Ахарун, Шуман, Вашгирд, Рашт, Кумед, Бадахшан, Курран, Шикинан, то есть области на территории современного центрального, южного и восточного Таджикистана и северо-восточного Афганистана. Вилайеты (перс. ولایت‎‎ — область) делились на рустаки (перс. روستاق‎‎ — округ), те в свою очередь — на города и кишлаки.

## Правительство и военная элита

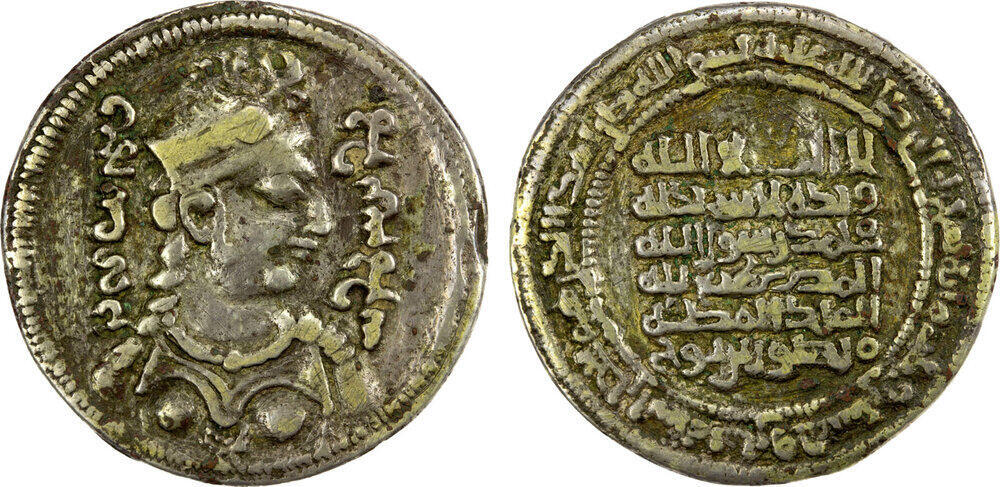
Серебряная монета саманидского правителя Мансур I с двуязычным среднеперсидским и арабским языками, отчеканенный в Бухаре.
Аверс на среднеперсидском языке: Хварра апзут шаханшах — «Шахиншах умножил царское великолепие».
Реверс на арабском языке: Ла иляха илля аллах вахдаху ла шарик лаху мухаммад расул аллах аль-мути' лиллах аль-малик аль-музаффар мансур бин нух — «Нет бога, кроме Единого Аллаха, нет Ему сотоварища, Мухаммед — посланник Аллаха, аль-Мути Лиллах, царь-победитель Мансур, сын Нуха.

Система Саманидского государства была смоделирована по образцу системы Аббасидов, которая, частично была смоделирована по образцу системы Сасанидов. Правителем государства был эмир, а провинциями управляли назначенные губернаторы или местные вассальные правители. Административными, политическими и экономическими делами управлял диван, а саманидская бюрократия использовала арабский язык в своих дипломатических беседах. Главной обязанностью как губернаторов, так и местных правителей был сбор налогов и поддержка саманидского правителя войсками в случае необходимости.
Самой важной провинцией в Саманидском государстве был Хорасан, который первоначально был отдан родственнику правителя Саманидов или местному иранскому князю, но позже был передан одному из его самых доверенных рабов. Губернатором Хорасана обычно был сипах-салар (главнокомандующий). Тюрок Таш хаджиб достиг больших почестей и влияния при дворе саманидского эмира Нуха ибн Мансура и получил чин сипехсалара став наместником Хорасана.
Как и в Аббасидском халифате, тюркские рабы могли занимать высокие посты в государстве Саманидов, что иногда давало им достаточно власти, чтобы почти сделать правителя своей марионеткой. Как подчеркивает Р. Фрай, арабам было очень трудно сражаться с тюрками в восточном Хорасане и в Мавераннахре ещё во времена Омейядского халифата (656—750). Тюркские рабы высоко ценились за их боевые качества, и саманидские эмиры содержали школы для рабов, которые готовились к военной или административной службе. Вполне вероятно, что эмиры использовали тюркских рабов в своём правительстве, потому что они были более надежными, чем местные дехкане, и, кроме того, рабы были хорошо подготовлены к своим должностям с детства.
Саманидский генерал Симджур ад-Давати был тюркского происхождения. Он начал службу при Ахмаде ибн Исмаиле и был назначен на различные губернаторские должности в восточном и центральном Иране и помог Саманидам расширить свою власть в этом регионе. Его потомки известны как династия Симджуридов. Его сын Ибрагим ибн Симджур был назначен губернатором Хорасана в 944/945 году. После смерти Ибрагима его сын Абу’ль-Хасан Симджури был назначен губернатором Хорасана и занимал эту должность почти три десятилетия. С приходом к власти Нуха I Мухаммед смог получить для себя большую автономию от Бухары. Он был ключевой фигурой в борьбе, сотрясавшей государство Саманидов в 970-х и 980-х годах.
При Саманидах тюркские наместники управляли рядом областей, в 35 случаях из 38 в надписях монет, выпущенных в Фергане и ферганских городах X века упоминаются сановники тюркского происхождения. На саманидских фельсах Ферганы и ферганских городов отмечены имена таких известных сановников-тюрок, как Бакр б. Малик, Мансур б. Байкара, хаджиб Таш, хаджиб Аяч. Одним из саманидских полководцев был Куттегин тюркского происхождения. Его имя есть на монетах Саманидов, выпущенных в Бухаре, Балхе и Термезе. В Хорасане тюркским военачальником Саманидов был Мансур ибн Кара-тегин, а в Бусте правил наместник Байтуз.
Тюрок Алп-тегин был зачислен в гвардию Саманидов и постепенно поднялся до чина «хаджиба хаджибов», верховного начальника гвардии (943—954). На этом посту он в царствование малолетнего Абд аль-Малика I (954—961) действовал как фактический правитель. Тюрок Мансур б. Байкара при эмире Абд аль-Малике I занимал высокий пост, при Мансуре I он был первым хаджибом, то есть одним из первых сановников в государстве. Визирь Абу Али Мухаммад аль-Балами был назначен под его влиянием и не смел ничего предпринять «без его ведома и его совета». В январе—феврале 961 года эмир назначил его на высшую военную должность в государстве — наместника Хорасана.
Бури-тегин или Бёри (по-тюркски означает «волчий принц»), был саманидским офицером тюркского происхождения, занимавшим пост наместника Газны с 974/975 по 977 год. Другой саманидский генерал также тюркского происхождения, Себуктегин изгнал Бури-тегина и был назначен губернатором саманидским эмиром Нухом II в 977 г.. Другим саманидским тюркским полководцем, наместником в Хорасане, Самарканде с 976 по 999 годы был Бегтузун. Саманидским тюркским полководцем был Фаик ал-Хасса. В 982 году он был назначен наместником в Балхе.
Кади — судьи назначались из представителей разных этнических групп. В начале IX века кадием Бухары был Абу-Даим Хазым Садуси (Садус — название арабского племени), которому был прислан от халифа диплом на эту должность.

## Население
По мнению Н.Негматова, в Саманидском государстве долина Зарафшана, Кашкадарья и Уструшана были заселены согдийцами; Тохаристан — бактрийцами. По другой версии, с IV века нашей эры, название Бактрия, как и название народа исчезло из исторических хроник. Возник новый термин Тохаристан. По версии Негматова в государстве Саманидов жили хорезмийцы; ферганцы; южный Хорасан — хорасанцы; а Памир и окрестности — саки и другие иранские народы. Все эти группы были иранской группы и говорили на диалектах среднеиранского и новоперсидского языков. По словам Н.Н Негматова, они стали основой для возникновения и постепенной консолидации того, что стало восточной персидско-таджикской этнической идентичностью. По мнению согдолога В.Лившица, согдийский язык оставался в употреблении вплоть до XIV века.
По мнению Бартольда, Саманидское государство было многоэтничным в котором жили персы, арабы, тюрки, евреи и др. В Самаркандской области был город Ведар, который славился своими тканями и в нём преимущественно жили арабы. Он был средоточием арабского населения области; эти арабы принадлежали к племени Бекр б. Вайль. На территории долины Зеравшана к IX веку жили евреи. Как сообщает ибн Хордадбех (820—912) еврейская община проживала в Балхе, а географ Мукаддаси писал о многочисленных еврейских поселениях в Хорасане.
По мнению британского историка Тридвелла, тюрки были хорошо представлены в Мавераннахре, где они сформировали оседлые и полуоседлые общины задолго до прихода Саманидов.
По мнению профессора Индианского университета (США) Ю. Брегеля, с IX века начинается новый период тюркизации населения оазисов Средней Азии.
Как утверждает Найимов, в оазисах Средней Азии, так в Бухарском оазисе с начала VIII века отмечено название озера Каракуль. По мнению некоторых источников, тюркская топонимика в Хорезме фиксируется и в IX веке, что говорит об оседлом тюркском населении. В одном из мугских документов в Согде упоминается владение с тюркским названием «сары» — «желтый».
В согдийских хозяйственных документах первой четверти VIII века на территории Согда также упоминаются туркмены. В X в. часть огузов жила в Шашской и Исфиджабской областях. Одна группа огузов населяла город Бискент (современный Пскент), который был расположен в Ташкентском оазисе. Огузы и карлуки, жившие в Шашской и Исфиджабской областей, вероятно, постепенно смешались с местным населением и частично перешли на оседлый образ жизни.
Эпиграфические памятники туркмен Самаркандской области позволяют констатировать пребывание их предков в Нуратинских горах в начале второй половины X века. В Самаркандской области (Ургут) было найдено около 60 сиро-тюркских надписей VIII—IX вв.
По данным письменных источников в 860-х годах группы халаджей и тюрок жили на территории Тохаристана между Кабулом и Бустом.

## Язык
Фергана, Самарканд и Бухара начали лингвистически персизироваться в первоначально хорезмийских и согдийских областях во время правления Саманидов. Распространение персидского языка привело к исчезновению восточноиранских языков, таких как бактрийский и хорезмийский, при этом среди ныне говорящего по-персидски таджикского населения Центральной Азии осталось лишь небольшое количество носителей ягнобского, который считается продолжением согдийского языка. Персидский язык был внедрен в Центральную Азию Саманидами.
Большое значение для Саманидов имел арабский язык, на котором писались надписи на керамике, производимой в Самарканде и других городах государства.
Определённые группы населения государства Саманидов были тюркоязычными. Хорезмийский учёный и этнограф Бируни (973—1048) в своих произведениях приводит названия тюркских месяцев и тюркских лечебных трав, которые использовало тюркское население Хорезма. Бируни в своём произведении «Памятники минувших поколений», написанном в Хорезме около 1000 года, приводит тюркские названия годов по животному циклу, которые использовало тюркское население Хорезма: сичкан, од, барс, тушкан, луй, илан, юнт, куй, пичин, тагигу, тунгуз. В этом же сочинении он приводит названия месяцев по-тюркски: улуг-ой, кичик-ой, биринчи-ой, иккинчи-ой, учинчи-ой, туртинчи-ой, бешинчи-ой, олтинчи-ой, йетинчи-ой, саккизинчи-ой, токкузинчи-ой, унинчи-ой. Немецкий востоковед Захау, Карл Эдуард отмечает, что эти списки представляют особый интерес, поскольку в них представлены древние образцы тюркского языка. В сочинении Бируни «Индия» фиксируется тюркское название Ташкентского оазиса. Бируни пишет, что название города Шаш происходит от тюркского языка, в котором он называется Таш-канд, то есть каменный город.

## Экономика и торговля
Экономической основой государства Саманидов были сельское хозяйство и торговля. Саманиды активно участвовали в торговле — даже с Европой, как свидетельствуют тысячи монет периода Саманидов, найденные в странах Прибалтики и Скандинавии.
В IX и X веках важное значение приобрела караванная торговля с Китаем, Индией, Ираном, Кавказом и странами Западной Азии и Восточной Европы. Аль-Мукаддаси сообщает, что он видел людей, путешествующих с караванами из Согдианы и Хорасана в Тибет и Китай. Самым оживлённым маршрутом был путь из стран Леванта в Китай, так называемый «Великий шелковый путь». Он прошёл через Багдад, Хамадан, Нишапур, Мерв, Амоль, Бухару, Самарканд, Уструшану, Чач, Тараз, Баласагун, южный берег озера Иссык-куль, а оттуда в Монголию и северный Китай.
Существовала также торговля с древнерусскими княжествами через перевалочные пункты городов Итиль и Болгар, куда экспортировались рис, сухофрукты, хлопок, шерстяные и шелковые ткани, а также серебряные дирхемы. Из Руси, Булгарии и Хазарии поступали меха, воск, мед, шкуры, крупный рогатый скот, а также славянские и тюркские рабы. Большое количество монет Саманидов, найденных в различных регионах, таких далеких, как северная Россия и Прибалтика, свидетельствует об оживленных торговых связях с древней Русью и их западными соседями.

## Выпуск монет и особенности политической системы

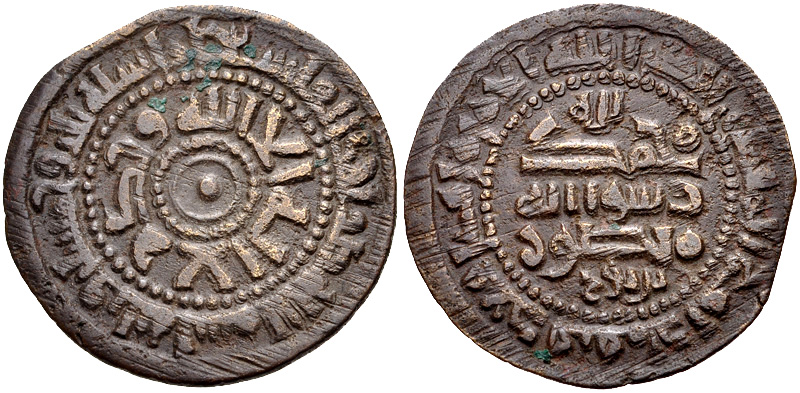
Монета Мансура I, отчеканенная в Бухаре

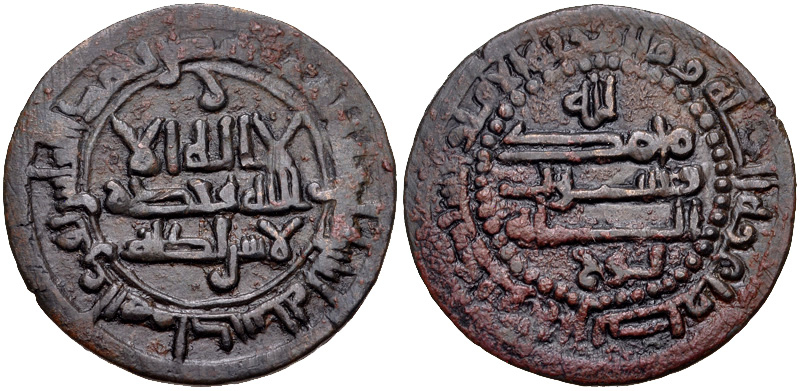
Чеканка монет Малика ибн Шакартегина, саманидского наместника Ахсикета. Монетный двор Ферганы. Датировано 382 годом хиджры (992-3 годы н. э.)

Выпуск монет Саманидами эволюционировал на протяжении их правления. Они выпускали медные, серебряные и золотые монеты. Разный характер взаимоотношений между центральной властью и местными владетелями получил заметное отражение в монетном чекане, в местоположении имен на медных монетах и в титулатуре этих владетелей..
Среди саманидских монет исследователи отмечают четыре категории: I) местный владетель не выпускал монеты со своим именем; 2) местный владетель выпускал фельсы от имени главы династии, но свое имя тоже проставлял на монете; 3) владетель выпускал монеты от своего имени, но имя главы династии упоминал почетно, в качестве сюзерена; 4) владетель выпускал медные монеты от своего имени, а имя главы династии вовсе не упоминал.
На медных монетах проставлялось имя саманидского эмира и нередко имя удельного правителя области. На монетах ферганского монетного центра Насрабад с 947-48 г. по 954-55 г. было обозначено имя саманидского эмира и имя владетеля Насрабада тюрка Малика б. Шукр-тегина. С 947 года местный владетель Насрабада тюрк эмир Малик выпускал монеты с верховными саманидскими титулами эмир и «клиент повелителя правоверных». Позже на монетах Ахсикета — Ферганы в 965—977 гг. местный владетель выпускал монеты от своего имени, но имя главы саманидской династии упоминал почётно, в качестве сюзерена.
Представители вассальной Саманидам тюркской династии Симджуридов в Кухистане и Хорасане также выпускали свои монеты.

## Интеллектуальная жизнь и наука
«Было неизбежно, что местная династия Саманидов, ища поддержки среди своих грамотных классов, должна культивировать и продвигать местные культурные традиции, грамотность и литературу».
В IX и X веках интеллектуальная жизнь в Мавераннахре, Хорасане и в Хорезме достигла высокого уровня. Поэзия на персидском языке быстро развивалась, и её лучший пример — творчество Рудаки, отца таджикско-персидской поэзии, Фирдоуси, величайшего поэта эпохи и автора «Шахнаме», и многих других выдающихся поэтов. Поэзия была лишь одним из проявлений этой культуры; не менее интересным было развитие науки и её различных отраслей (математики, астрономии, географии, химии, медицины, истории и филологии), с такими выдающимися представителями, как Ибн Сина, Аль-Бируни и другие.
Главные города Саманидов — Бухара, Самарканд, Гургандж, Мерв, Нишапур, Худжанд, Бунджикат, Хулбук, Термез и другие стали главными культурными центрами государства. Ученые, поэты, художники и другие образованные люди из многих мусульманских стран собрались в столице Саманидов Бухаре, где была создана богатая почва для процветания творческой мысли, что сделало её одним из самых выдающихся культурных центров восточного мира. В Бухаре была создана выдающаяся библиотека, известная как Диван аль-Хикма («хранилище мудрости»), известная своими книгами различных типов.
В IX и X веках наука достигла больших успехов, и появилось множество учёных в различных областях знаний, которые постепенно начали писать на персидском языке. В области истории, литературоведения и географии были Наршахи, автор «Тарихи Бухара» на арабском языке, переведённой в XII веке на персидский язык; визирь Саманидов Балами, автор персидского перевода с многочисленными вставками, о творчестве ат-Табари. В X и XI веках математик Ан-Насави и многие другие работали в этом регионе. Развивалась и медицина. Ряд ученых активно работали в этой области в девятом и десятом веках, самым выдающимся из которых был Абу Бакр ар-Рази.

### Аль-Худжанди
Астроном и математик Абу Махмуд аль-Худжанди изобрел секстант, который используется в качестве астрономического инструмента для точного определения положения планет и неподвижных звезд, появляющихся вблизи планет. 

### Аль-Бузджани
Математик Абу-ль-Вафа аль-Бузджани решил ряд геодезических и геометрических задач, дал систематический отчет о тригонометрии и вместе с Аль-Баттани, был основателем тригонометрии.

### Аль-Хазин
В империи Саманидов жил и работал также знаменитый ученый математик и астроном Абу Джафар аль-Хазин. Он написал «Книгу о решении кубического уравнения с помощью конических сечений», «Зидж тимпанов», «Книгу об изображении сферы на плоскости», «Книгу о наблюдательных инструментах», «Большое введение в науку о звёздах», «Книгу об уравнении Солнца» и множество других научных литературных произведении.

### Аль-Кухи
Персидский математик и астроном Аль-Кухи занимался решением кубических уравнений. Был автором книг «Об измерении параболоида», «О совершенном циркуле», «О конструировании астролябии», «О нахождении стороны семиугольника в круге». Также Аль-Кухи выдвинул гипотезу, что вес тела может зависеть от его расстояния до центра Земли, таким образом намного раньше Исаака Ньютона предположил эту зависимость. В то же время, Исаак Ньютон 17-18 веках записал эту зависимость в классическую теорию тяготения Ньютона и математическим образом показывал значение силы тяжести и гравитации.

### Авиценна

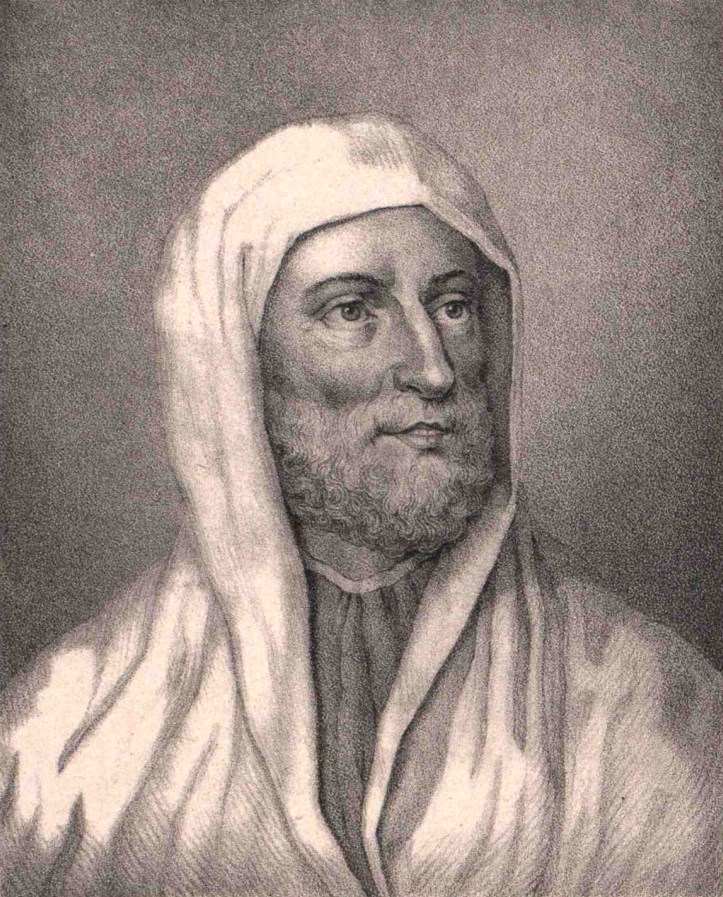
Авиценна. Литограф, 17 век.

Авиценна — персидский учёный, натурфилософ, математик, физик, астроном, биолог, представитель восточного аристотелизма. Был придворным врачом саманидских и дейлемитских правителей и некоторое время был визирем в Хамадане. Всего написал более 450 книг в 29 областях науки, из которых до нас дошли только 274. Самый известный и влиятельный философ-учёный из «Золотого века ислама». Его самые известные работы — это «Книга исцеления», философская и научная энциклопедия, и «Канон медицины», медицинская энциклопедия, которая стала стандартным медицинским текстом во многих средневековых университетах и использовалась до 1650 года. Такие труды, как «Канон врачебной науки» Авиценны, были переведены на латынь и распространены по всей Европе. Только в XV и XVI веках «Канон врачебной науки» был издан более 35 раз. Он использовался в качестве стандартного медицинского учебника в Европе в течение XVIII века.
В астрономии Авиценна отвергал представления Аристотеля о том, что звёзды отражают свет от Солнца, утверждая, что звезды светятся собственным светом, однако полагал, что и планеты также светятся сами. Заявлял, что наблюдал прохождение Венеры по диску Солнца 24 мая 1032 года. Однако некоторые учёные сомневались, что он мог наблюдать это прохождение в указанное время в указанном месте. Но последние расчеты показывают, что он вполне мог быть прав. Он использовал это наблюдение для обоснования того, что Венера, по крайней мере иногда, в птолемеевской космологии находится к Земле ближе, чем Солнце.
В «Книге о способе, предпочитаемом другим способам при конструировании наблюдательного инструмента», Авиценна описал изобретённый им наблюдательный инструмент, который по его мнению, должен был заменить астролябию; в этом инструменте для уточнения измерений впервые применялся принцип нониуса .

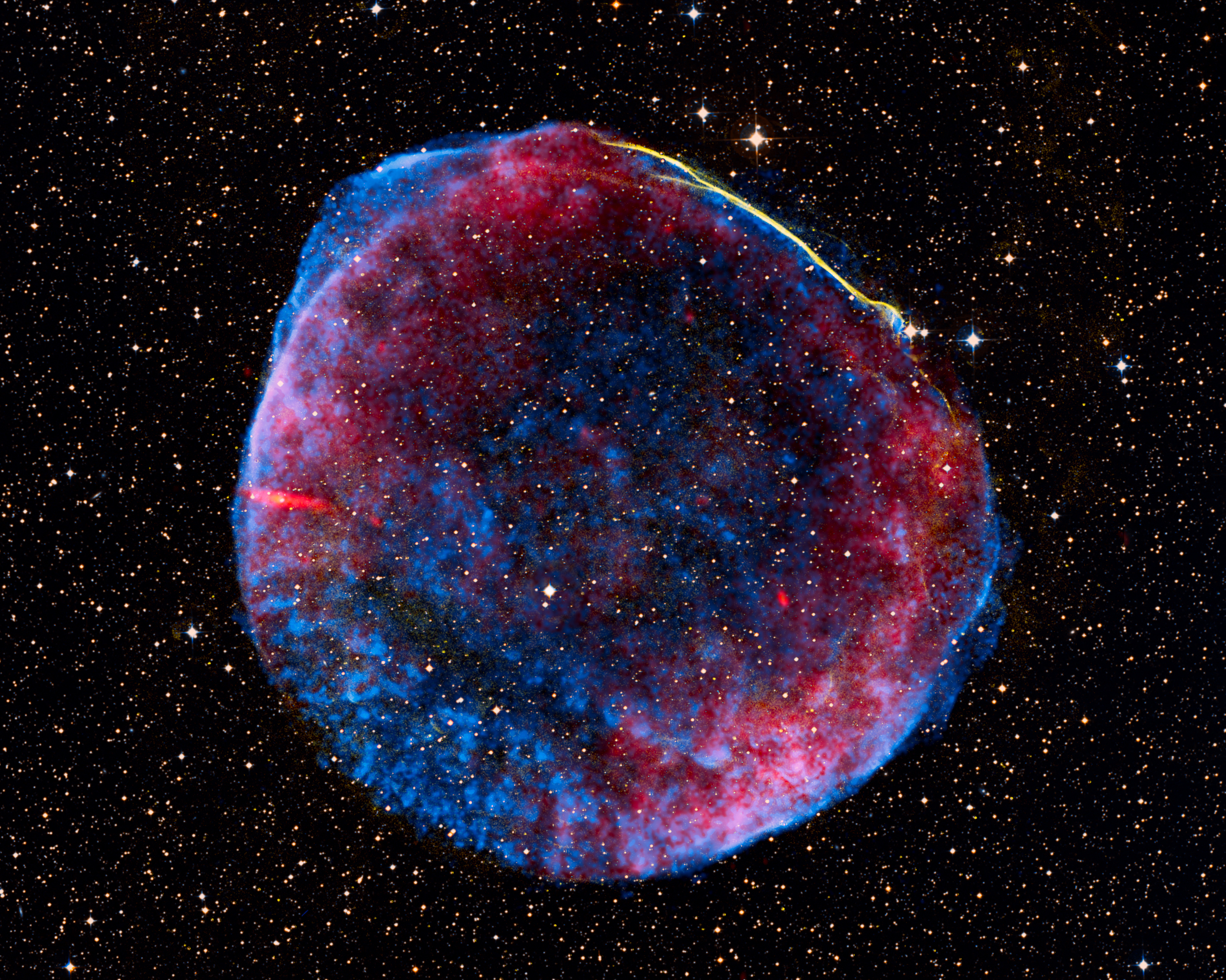
Сверхновая звезда SN 1006 из созвездия Волка, которую описал Авиценна

Одним из астрономических достижений Авиценны, признанным лишь в XXI веке, стало описание звёздной вспышки, которую современные исследователи отождествляют с сверхновой. В трактате Китаб аш-Шифо он сообщает, что в 397 году по хиджре (1006 г.) на небе появилась необычайно яркая «новая звезда», видимая около 3 месяцев. Он подробно описывает изменение её яркости и цвета: сначала она светилась тусклым зеленоватым оттенком, затем — ослепительно белым, и постепенно исчезла. Долгое время считалось, что речь идёт о комете, однако в 2016 году немецкие исследователи доказали, что Авиценна наблюдал сверхновую SN 1006 в созвездии Волка. Остаток этой вспышки — радиоисточник PKS 1459-41 — был открыт лишь в 1965 году. Он находится на расстоянии около 7100 световых лет от Земли и продолжает расширяться, имея угловой диаметр около 30 минут дуги и физический — примерно 60 световых лет.
К кругу мистических произведений Авиценна относятся «Книга о птицах», «Книга о любви», «Книга о сущности молитвы», «Книга о смысле паломничества», «Книга об избавлении от страха смерти», «Книга о предопределении».
В оптике Авиценна был одним из тех, кто утверждал, что свет обладает скоростью, отметив, что «если восприятие света обусловлено испусканием каких-либо частиц источником света, то скорость света должна быть конечной».
Он также дал неверное объяснение феномена радуги. Карл Бенджамин Бойер описал теорию радуги Авиценны следующим образом: Независимые наблюдения показали ему, что радуга образуется не в тёмной облаке, а в очень тонкой дымке, находящейся между облаком и солнцем или наблюдателем. Облако, по его мнению, служит фоном для этой тонкой субстанции, подобно тому, как ртутная прослойка наносится на заднюю поверхность стекла в зеркале. Ибн Сина изменил бы место не только радужной радуги, но и цветообразование, считая радужность всего лишь субъективным ощущением глаза.
В 1253 году в латинском тексте под названием «Speculum Tripartitum» говорилось следующее о теории Авиценны о тепле: В своей книге «О небе и земле» Авиценна говорит, что тепло возникает из движения внешних тел.

### Тюркские интеллектуалы
В эпоху Саманидской империи были учёные и среди тюркского народа. Например, аль-Сули (870 г. — 941/948) был тюркским ученым из Горгана (Иран). Он был библиофилом, писателем, поэтом, летописцем и шатранжистом.
Ученый-филолог саманидской эпохи Исмаил аль-Джаухари (940—1002) был тюркского происхождения. Его значительной работой является толковый словарь арабского языка «Тадж аль-луга ва сихах аль-арабия» (Венец речи и правильные [слова] арабского языка), который содержит около 40 000 словарных статей.

## Культура

### Иранское интермеццо
Наряду с несколькими другими государствами Саманидская империя была частью иранского интермеццо, или «персидского возрождения». Этот период был описан как имеющий ключевое значение в формировании исламской цивилизации, как в политическом, так и в культурном плане. В политическом плане он стал свидетелем эффективного распада власти Аббасидов и возникновения нескольких государств-преемников, таких как Саманиды и Буиды, в то время как в культурном плане он стал свидетелем расцвета новоперсидского как административного и литературного языка.

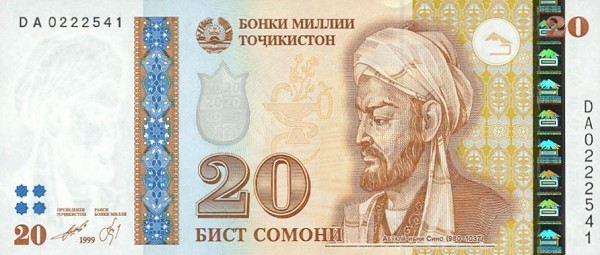
20 таджикских сомони с портретом Авиценны

При централизованном Саманидском государстве их земли процветали, особенно развились ремесленное производство и торговля, о чём говорит использование саманидских серебряных монет во всей Центральной Азии. Литературными центрами в Саманидском государстве были Самарканд, Балх, Мерв, Нишапур и др. Но законодательницей мод в поэтическом мире была Бухара, — бухарские правители приглашали ко двору лучших стихотворцев. Самарканд и Бухара стали признанными культурными центрами, где процветала персидская литература.
При Саманидах наука, искусство и культура таджикского народа достигла высокого уровня. Саманидское государство просуществовало более 100 лет мирной жизнью, что способствовало расцвету в нём городов, ремесла, развитию земледелия и торговли, горного дела. Расцвели философия и история. Это было время основания иранской исламской культуры. Одним из важнейших вкладов этого времени в исламскую культуру была новая техника обработки керамики из Нишапура и Самарканда, позволяющая сохранять роспись после обжига и покрывать её глазурью.
Основной керамической продукцией были вазы и тарелки, украшенные стилизованными сасанидскими мотивами: всадниками, птицами, львами и арабской каллиграфией. Процветали литьё из бронзы и иная металлообработка. Сохранилось немного зданий этого периода, однако мавзолей Исмаила Самани (907) всё ещё стоит в Бухаре, показывая оригинальность архитектуры этого периода.

### Культурная и религиозная ситуация

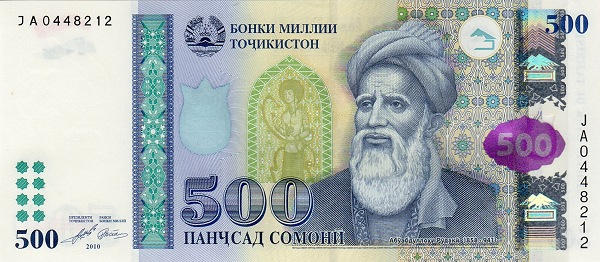
500 таджикских сомони с изображением Рудаки

Государственной религией в государстве Саманидов был ислам, однако сосуществовали и другие религиозные конфессии. В X веке в Мерве была резиденция христианского православного митрополита, в Самаркандской области была христианская община, а в Герате функционировала христианская церковь.
Ибн Надим даёт сведения о манихейцах в Самаркандской области в X веке. Когда саманидские правители попытались репрессировать общину манихейцев в Самарканде на их защиту встал хан западных тюрков.
Саманиды пропагандировали суннитский ислам и репрессировали исмаилитский шиизм, но, в отличие от других правителей Востока, были более терпимы к иснаашаритскому шиизму. Исламская архитектура и исламо-персидская культура были распространены Саманидами по всей территории Центральной Азии. После первого полного перевода Корана на персидский язык в IX веке, население начало массово принимать ислам в значительных количествах. Арабизация Саманидов была явно минимальной по сравнению с почти полностью арабизированными тахиридами. Саманиды способствовали возрождению персидской культуры, покровительствуя Рудаки, Балами, Дакики и т. д.
Введя жёсткую миссионерскую деятельность, Саманиды распространили ислам в Центральной Азии. После несколько удачных походов на север против тюркских кочевников более 30 000 тюрков перешли в ислам, а затем в период Газневидов ещё 55 000. Массовый переход тюрков в ислам в конечном итоге привёл к растущему влиянию Газневидов, которые впоследствии правят регионом.
При Нухе II ханафитское сочинение, которое использовалось для борьбы с исмаилизмом, было переведено на персидский язык.
В эпоху Саманидов согдийцы как этнос с отдельным согдийским языком, отличным от персидского, сохранились лишь в горных районах и в восточных областях государства.
Другим важным вкладом Саманидов в историю исламского искусства является керамика, известная как «Саманидская Эпиграфическая Керамика»: тарелки, чаши и кувшины, выпущенные в белом слипе и украшенные каллиграфией, часто изящно и ритмично написанной.

### Литература

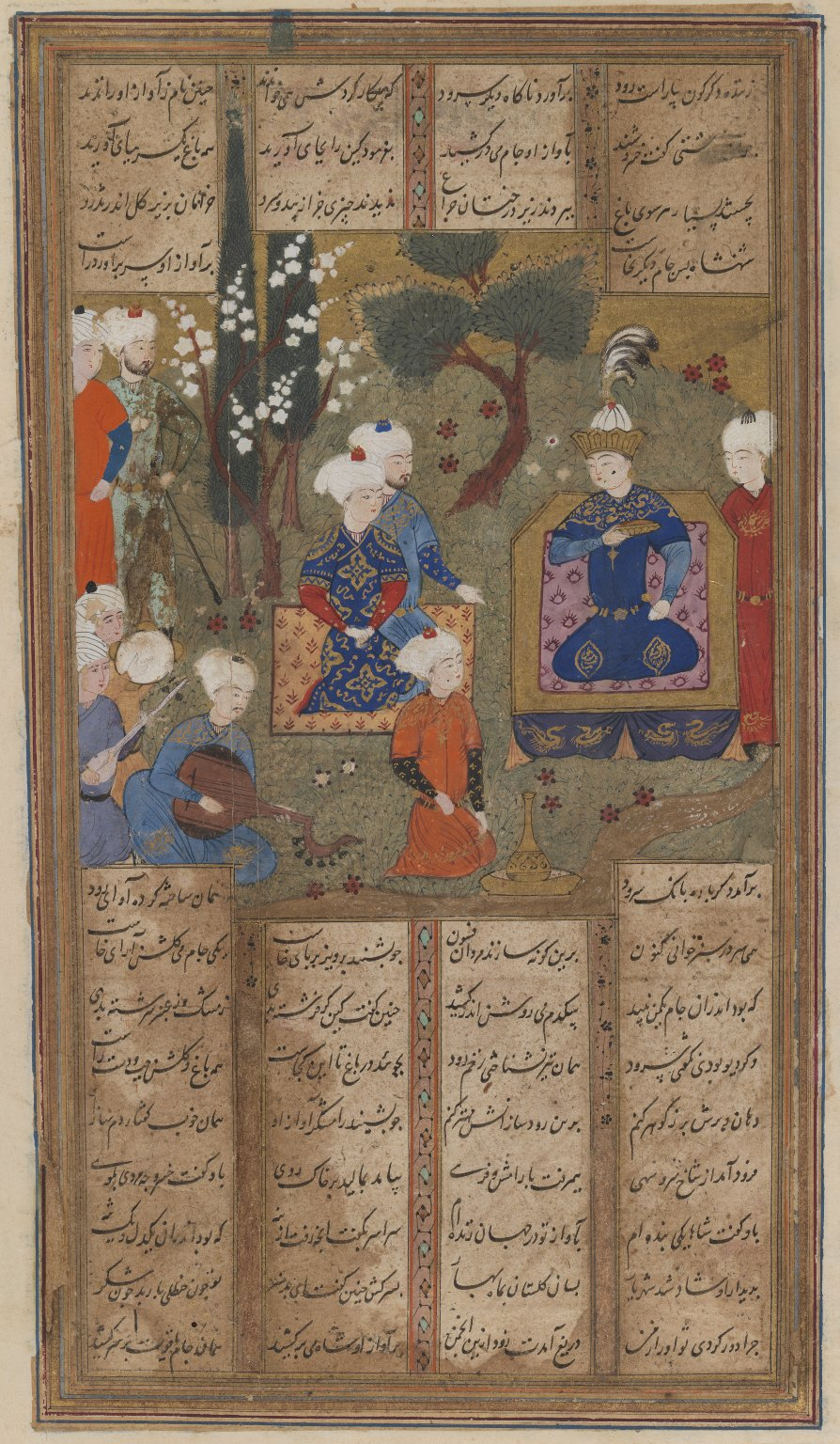
Сасанидский шах Хосров II и его придворные в саду. Страница из рукописи Шахнаме, конец XV — начало XVI вв. Бруклинский музей

### Искусство

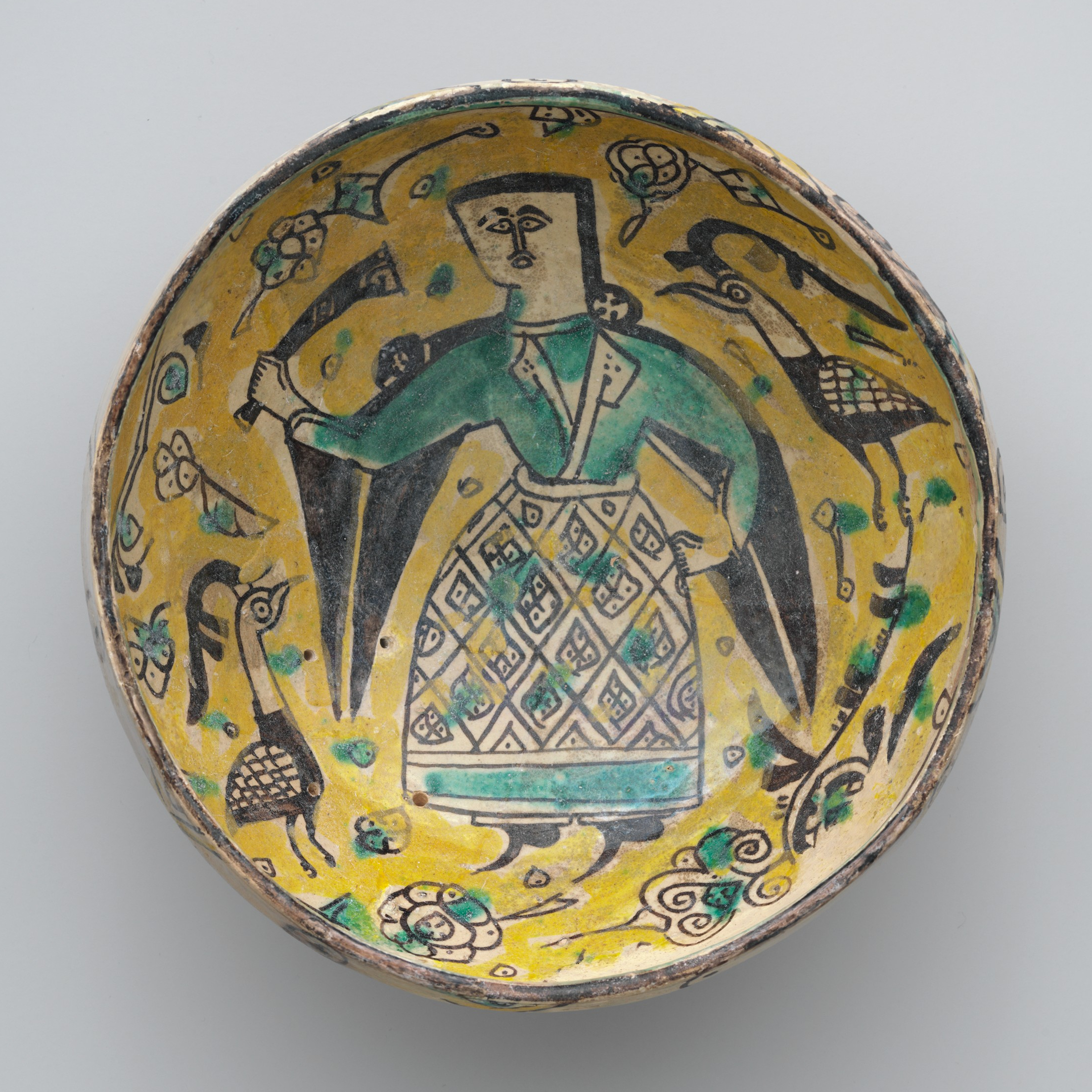
Пример фигурной глиняной керамики периода Саманидов. X век, Нишапур (Иран)

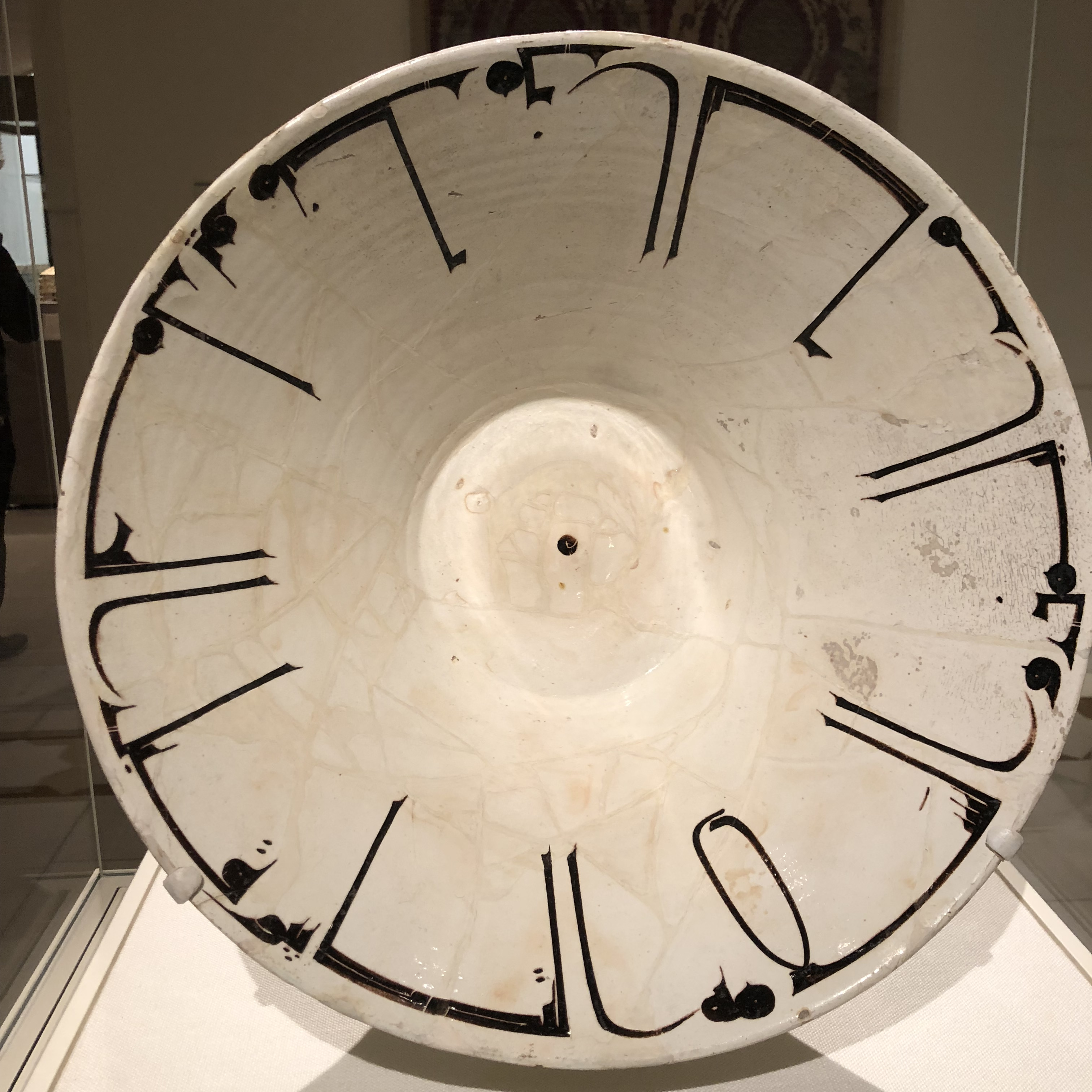
Чаша с арабской надписью, X век, Иран

Саманиды разработали технику, известную как шликерная роспись: смешивание полужидкой глины (шликер) со своими красками, чтобы предотвратить растекание рисунков при обжиге с помощью тонкой жидкой глазури, используемой в то время. Чаши и простые тарелки были наиболее распространенными формами, изготовляемыми саманидскими гончарами. Гончары использовали стилизованные сасанидские мотивы, такие как всадники, птицы, головы львов и быков, а также арабский каллиграфический рисунок.
Благодаря обширным раскопкам в Нишапуре, в середине двадцатого века, керамика Саманидов хорошо представлена в коллекциях исламского искусства по всему миру. Эта керамика в основном изготовлена из фаянса и украшена либо каллиграфическими надписями арабских пословиц, либо красочными фигурными украшениями. Арабские пословицы часто говорят о ценностях культуры «Адаб» — гостеприимстве, щедрости и скромности.

### Музыка
В IX и X веках музыкальная культура восточноиранских народов, истоки которой восходят к глубокой древности, продолжала развиваться. У них были давние традиции виртуозной музыки и развитая музыкальная теория. В рассматриваемый нами период был создан ряд образцов музыкального искусства в различных жанрах.
Классическая профессиональная музыка в устной традиции и стихи на музыку продолжали создаваться, и впоследствии они были объединены в двенадцать ладов (тадж. дувоздаҳ мақом), а затем переработаны в шесть ладов (тадж. шаш мақом). Поэзия и песня были не только тесно переплетены, но и рассматривались как отрасли единого искусства. Многие поэты были в то же время известными музыкантами, певцами и музыкальными теоретиками. Народное творчество оказало заметное влияние на развитие профессиональной поэзии и музыки.
Как отмечалось выше, поэт Рудаки был также одаренным музыкантом и известным певцом. У него был прекрасный голос, и он играл на нескольких инструментах (уд, чанг, барбет и руд). Были также заложены основы музыкальной теории, и Ибн Сине даже приписывают изобретение инструмента, известного как шахнай (сурнай). Историк Наршахи ссылается на траурные песни, а информацию о праздничной, военной и похоронной музыке мы находим в Шахнаме Фирдоуси и в поэзии Рудаки и Дакики.
Среди музыкантов того времени были поэт и музыковед Абу Хафс Сугди, который изобрёл музыкальные инструменты под названием шах-руд и мусикар, поэт и композитор Абу Салих (IX век); поэт Абу Тайиб Тахир аль-Хурасани; музыковед Абу-ль-Аббас Бахтияр; Иса Барбати; одна из самых известных певиц Ситт Зарен; флейтистка Зилзиль Рази.
В IX—X веках таджикский народ добился значительных результатов во всех областях науки и литературы. Этому содействовала исторически сложившаяся обстановка: создание собственной государственности и освобождение страны от гнёта Арабского халифата; объединение таджикского народа, оформление литературного языка; централизация государственного управления; наконец, широкие хозяйственные и культурные взаимосвязи народов Средней Азии со всеми странами Переднего Востока.

## Исследователи истории государства Саманидов
История государства Саманидов изучалась крупными исследователями: В. Г. Тизенгаузеном, В. Бартольдом, Г. Федоровым-Давыдовым, Е. Давидович, Б. Гафуровым, Н. Негматовым, Б. Кочневым, Э. Босуорт и другими.

## Наследие
Восхваляя Саманидов, персидский поэт Фирдоуси говорит о них:
کجا آن بزرگان ساسانیان 
ز بهرامیان تا به سامانیان‎
«Куда подевались все великие Сасаниды?
От Бахрамидов к Саманидам, что произошло?»

Известный ученый Низам аль-Мульк в своей знаменитой работе «Сиясат-наме» утверждал, что Исмаил:
Был чрезвычайно справедлив, и у него было много хороших качеств. У него была чистая вера в Бога, и он был щедр к бедным — и это только одна из его выдающихся добродетелей.
В источнике «Таварих-и гузида-йи нусрат-наме» подчеркивается, что женою предка узбекского хана Шейбани-хана Минг-Тимура была дочь Джанди-бека, который был потомком Исмаила Самани.
Национальная валюта Таджикистана Сомони названа в честь Саманидов. Известная авиакомпания, базирующаяся в Душанбе, также называется «Somon Air». Кроме того, самая высокая гора в Таджикистане и на территории бывшего Советского Союза названа в честь Исмаила Самани. Ранее гора была известна как «Пик Сталина» и «Пик коммунизма», но в 1998 году название было официально изменено на пик Исмоила Сомони.

## Саманидские правители
| Бухара                                                  | Самарканд | Фергана                                    | Чач                                        | Герат                                            |
| ------------------------------------------------------- | --- | ------------------------------------------ | ------------------------------------------ | ------------------------------------------------ |
|                                                         | Саман-худат перс. سامان خدا‎ (Персидский помещик из села Саман в провинции Балх на севере Афганистана, он прибыл в Мерв ко двору губернатора Омейядов Хорасана, Асада ибн Абдуллы аль-Касри, под влиянием которого из зороастризма перешёл в ислам и служил правителю до своей смерти. Он был основателем династии Саманидов.) |                                            |                                            |                                                  |
|                                                         | Асад ибн Саман перс. اسد بن سامان‎ |                                            |                                            |                                                  |
|                                                         | Нух ибн Асад перс. نوح بن اسد‎ 819-841/2 | Ахмад ибн Асад перс. احمد بن اسد‎ 819-864/5 | Яхья ибн Асад перс. یحییٰ بن اسد‎ 819-855    | Ильяс ибн Асад перс. الیاس بن اسد‎ 819-856        |
|                                                         | Ахмад ибн Асад перс. احمد بن اسد‎ 819-864/5 | Ахмад ибн Асад перс. احمد بن اسد‎ 819-864/5 | Ахмад ибн Асад перс. احمد بن اسد‎ 819-864/5 | Ибрахим ибн Ильяс перс. ابراهیم بن الیاس‎ 856-867 |
| Исмаил Самани перс. ابو ابراهیم اسماعیل بن احمد‎ 892-907 | Наср I перс. نصر بن احمد‎ 864-892 | Наср I перс. نصر بن احمد‎ 864-892           | Якуб ибн Ахмад перс. یعقوب بن احمد‎ ?       | Тахириды                                         |
| Исмаил Самани перс. ابو ابراهیم اسماعیل بن احمد‎ 892-907 | |                                            |                                            |                                                  |
| Ахмад ибн Исмаил перс. احمد بن اسماعیل‎ 907-914          | |                                            |                                            |                                                  |
| Наср II перс. ابوالحسن نصر بن احمد‎ 914-943              | |                                            |                                            |                                                  |
| Нух I перс. نوح بن نصر‎ 943-954                          | |                                            |                                            |                                                  |
| Ибрахим ибн Ахмад перс. ابراهیم بن احمد‎ 947             | |                                            |                                            |                                                  |
| Абд аль-Малик I перс. عبدالملک بن نوح‎ 954-961           | |                                            |                                            |                                                  |
| Мансур I перс. ابو صالح منصور بن نوح‎ 961-976            | |                                            |                                            |                                                  |
| Нух II перс. نوح بن منصور‎ 976-997                       | |                                            |                                            |                                                  |
| Мансур II перс. ابو الحارث منصور بن نوح‎ 997-999         | |                                            |                                            |                                                  |
| Абд аль-Малик II перс. عبدالمالک بن نوح‎ 999             | |                                            |                                            |                                                  |
| Исмаил Мунтасир перс. اسماعیل منتصر بن نوح‎ 1000 — 1005  | |                                            |                                            |                                                  |
| ?                                                       | |                                            |                                            |                                                  |

### Книги

#### На английском языке
- Bregel, Yuri (2003). An Historical Atlas of Central Asia. Vol. 9. Brill. ISBN 9789004123212.
- Bosworth, C. E. (1968) // The Development of Persian Culture under the Early Ghaznavids / Iran. 6: 33-44. doi: 10.2307/4299599. JSTOR 4299599.
- Frye, R. N. The Sāmānids // The Cambridge History of Iran, Volume 4: From the Arab Invasion to the Saljuqs (англ.) / Frye, R. N.. — Cambridge: Cambridge University Press, 1975. — P. 136—161. — ISBN 978-0-521-20093-6.
- B. A. Litvinsky, Ahmad Hasan Dani. History of Civilizations of Central Asia: Age of Achievement, A.D. 750 to the end of the 15th-century. — UNESCO, 1998. — ISBN 9231032110.
- Shahbazi, A. Shapur. SASANIAN DYNASTY. — Encyclopaedia Iranica, Online Edition, 2005.
- Gutas, Dimitri (1982) // The Ṣiwān al-Ḥikma Cycle of Texts. / Journal of the American Oriental Society. 102 (4): 645—650. doi: 10.2307/601973. JSTOR 601973.